# Finsta

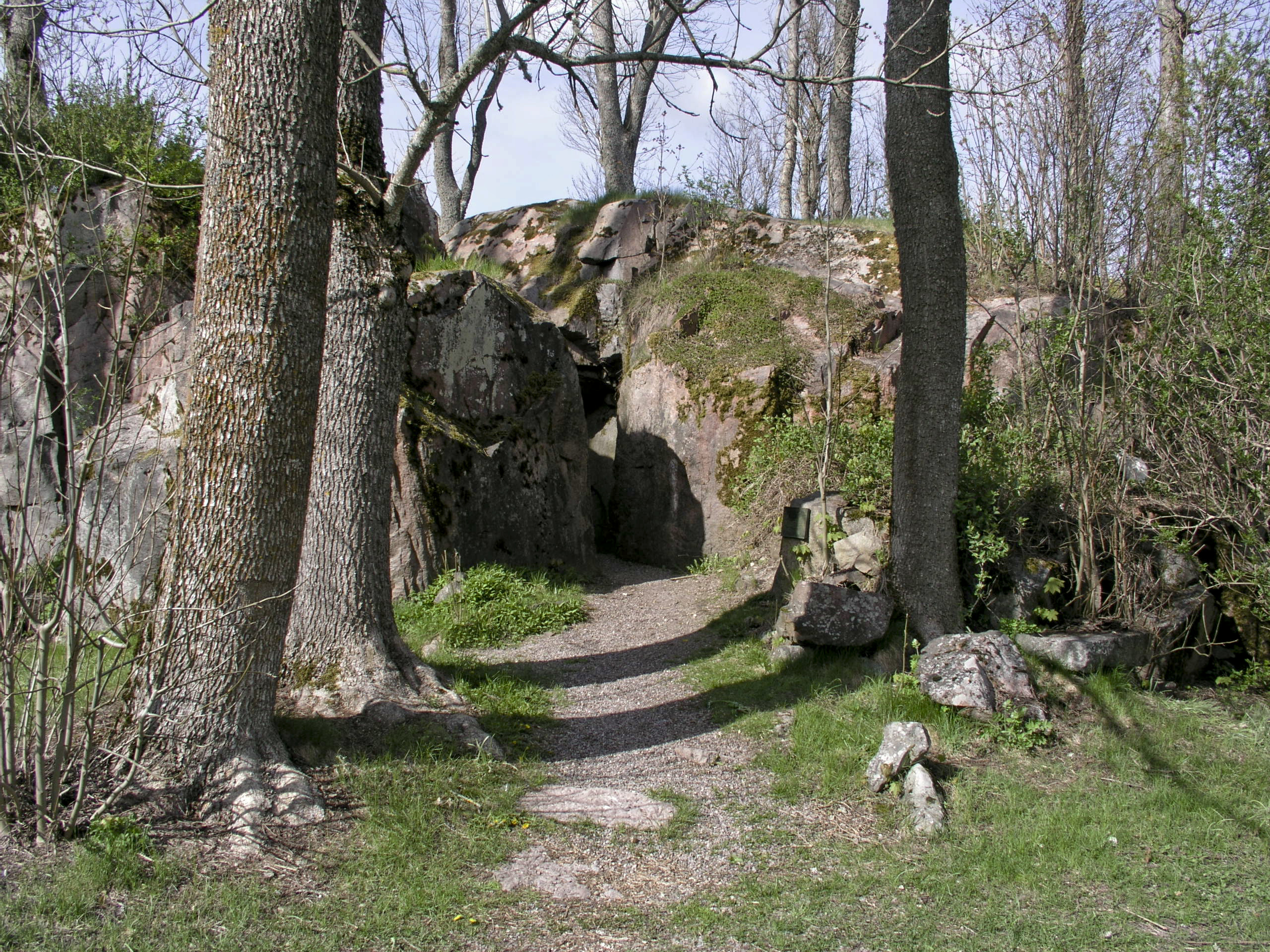
Caverna dove S.Brigida si recava a pregare durante la sua infanzia a Finsta

Finsta è una cittadina svedese situata nel comune di Norrtälje e appartenente al socken di Skederid. La cittadina è nota ed è meta di turismo religioso per il fatto di essere stata, secondo la tradizione, la città natale di santa Brigida. Il territorio era infatti uno dei possedimenti del padre di Brigida, Birger Persson, che ricopriva la carica di lagman dello Uppland.

## Società

### Evoluzione demografica
Abitanti censiti